# Mostari
Mostari is een plaats in de gemeente Dubrava in de Kroatische provincie Zagreb. De plaats telt 211 inwoners (2001).